# 龚万祥
龚万祥，中华人民共和国政治人物、全国脱贫攻坚先进个人。

## 生平
龚万祥任秭归县九畹丝绵茶业有限公司总经理。因在脱贫攻坚战中作出突出贡献，2021年2月25日全国脱贫攻坚总结表彰大会上，龚万祥被授予“全国脱贫攻坚先进个人”。